# Spinning Gold – Der Soundtrack deines Lebens
Spinning Gold – Der Soundtrack deines Lebens ist eine im Jahr 2023 erschienene Filmbiografie von Timothy Scott Bogart über seinen Vater, Neil Bogart.

## Handlung
Der Film porträtiert das Leben, insbesondere die Karriere des Musikproduzenten und Gründers von Casablanca Records, Neil Bogart, dem die Entdeckung einiger Musik-Acts zugeschrieben wird.

## Produktion
Die Filmproduktion wurde erstmals im September 2011 erwähnt. Justin Timberlake war damals als Hauptdarsteller vorgesehen. Im Oktober 2013 war Spike Lee in Gesprächen, bei dem Film Regie zu führen.
Im Januar 2014 verzögerte sich der Film aufgrund eines Korruptionsskandals bei Envision Entertainment. Im Juni 2019 stand Timothy Scott Bogart als Regisseur fest.
Die Dreharbeiten begannen im Juli 2019 in Montreal und sollten ursprünglich im September desselben Jahres abgeschlossen sein. Im August erließ jedoch die kanadische Schauspielergewerkschaft ACTRA eine Anordnung, die der Filmproduktion eine Weiterarbeit aufgrund eines Verdachts von Verstößen gegen das Arbeitsrecht untersagte. Etwa 1½ Jahre später, im Februar 2021, wurden die Dreharbeiten in den USA (in New Jersey) fortgesetzt.
Der Film hatte seinen Kinostart am 31. März 2023.